# High Line

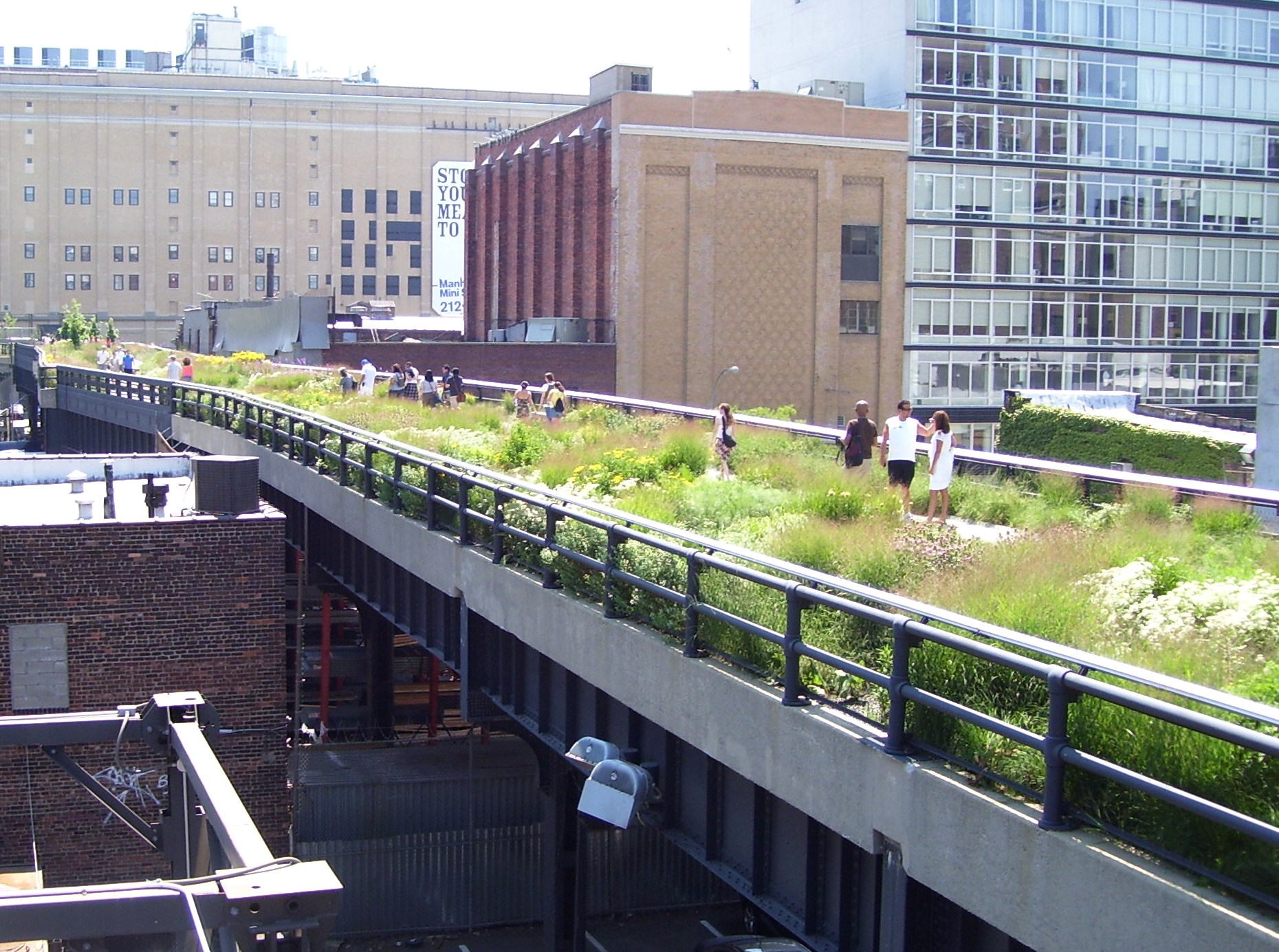
High Line vid 20:e gatan, vy mot söder. Vegetationen valdes för att efterlikna de vilda vegetation som tidigare hade koloniserat den nedlagda järnvägssträckan.

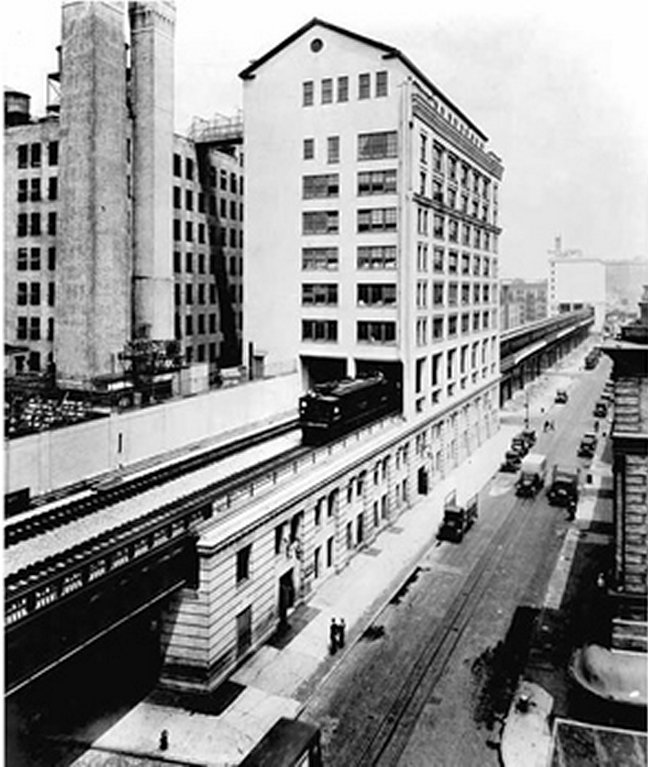
Del av järnvägssträckan i bruk, år 1936 (vy från Washington Street).

High Line (engelska: the High Line)  är en idag nedlagd upphöjd järnväg i New York, på Manhattans västsida, som var i bruk från 1934 till 1980. Sedan 2009 är större delen av järnvägen ombyggd till en lång och smal allmän park.

## Beskrivning och tidig historik
High Line sträcker sig 22 kvarter från 34:e gatan ner till Gansevoort Street. och det nybyggda Whitney Museum of American Art. Den totala längden är 2,4 kilometer.
År 1929 byggdes järnvägen. Spåren skulle inte gå direkt ovanför avenyerna utan ringla sig mellan byggnader och sedan sammanlänkas direkt med fabrikerna och lagren i stan. Vid denna tid fraktade man mjölk, kött, råvaror och övriga produkter, utan att störa gatutrafiken.

## Omvandling till park
Den 9 juni 2009 nyöppnades en del av High Line, nu som en avlång park, från Gansevoort Street i det gamla slakthusområdet, fram till 20:e gatan i Chelsea. Den 7 juli 2011 invigdes ytterligare en sträcka, nu fram till 30:e gatan. Den totala parklängden blev därmed 1,6 kilometer. Den nordligaste sektionen, från 30:e till 34:e gatan, har senare färdigställts.
Drivande i arbetet med att göra om banan till park var två boende i området, Joshua David och Robert Hammond, som träffades på ett möte och bestämde sig för att det gamla spåret skulle få en ny chans. De lyckades få publicitet, och arkitekter som Renzo Piano, Jean Nouvel och Frank Gehry stödde dem. Den nederländske trädgårdsarkitekten Piet Oudolf var ansvarig för utformningen av växtligheten.

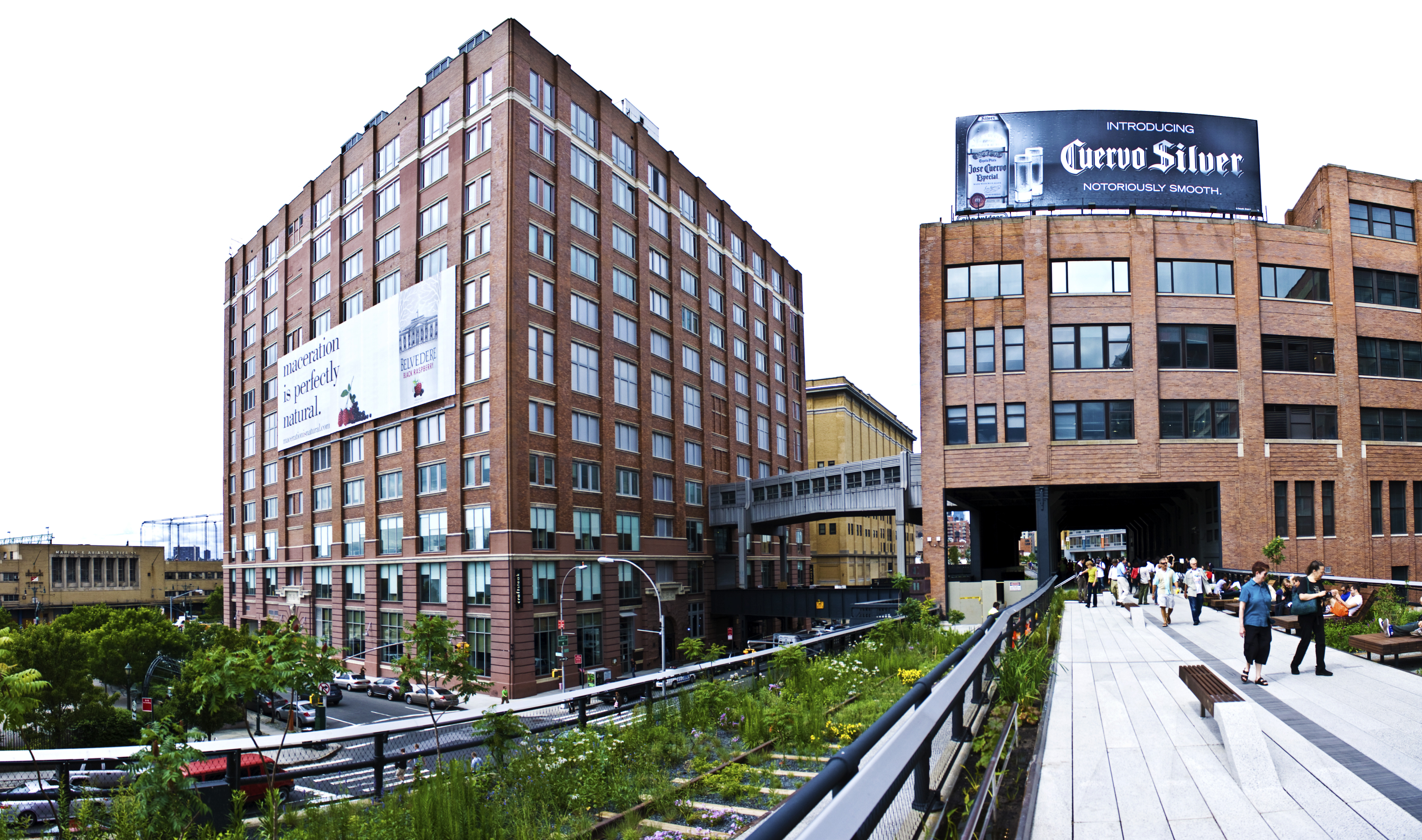
Den nyöppnade parken, i höjd med stadsdelen Chelsea.
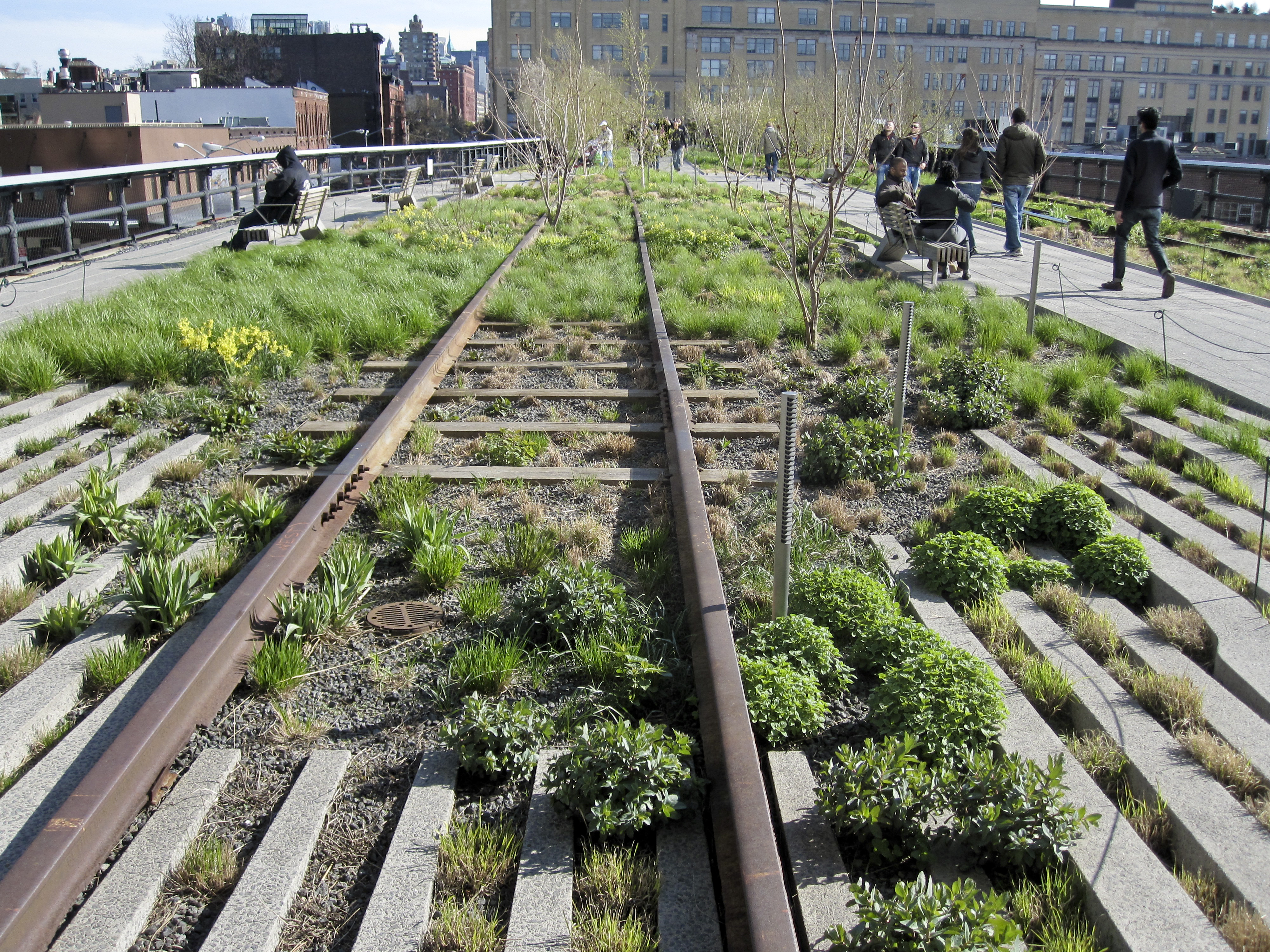
Rälsen finns bevarad på några sträckor.
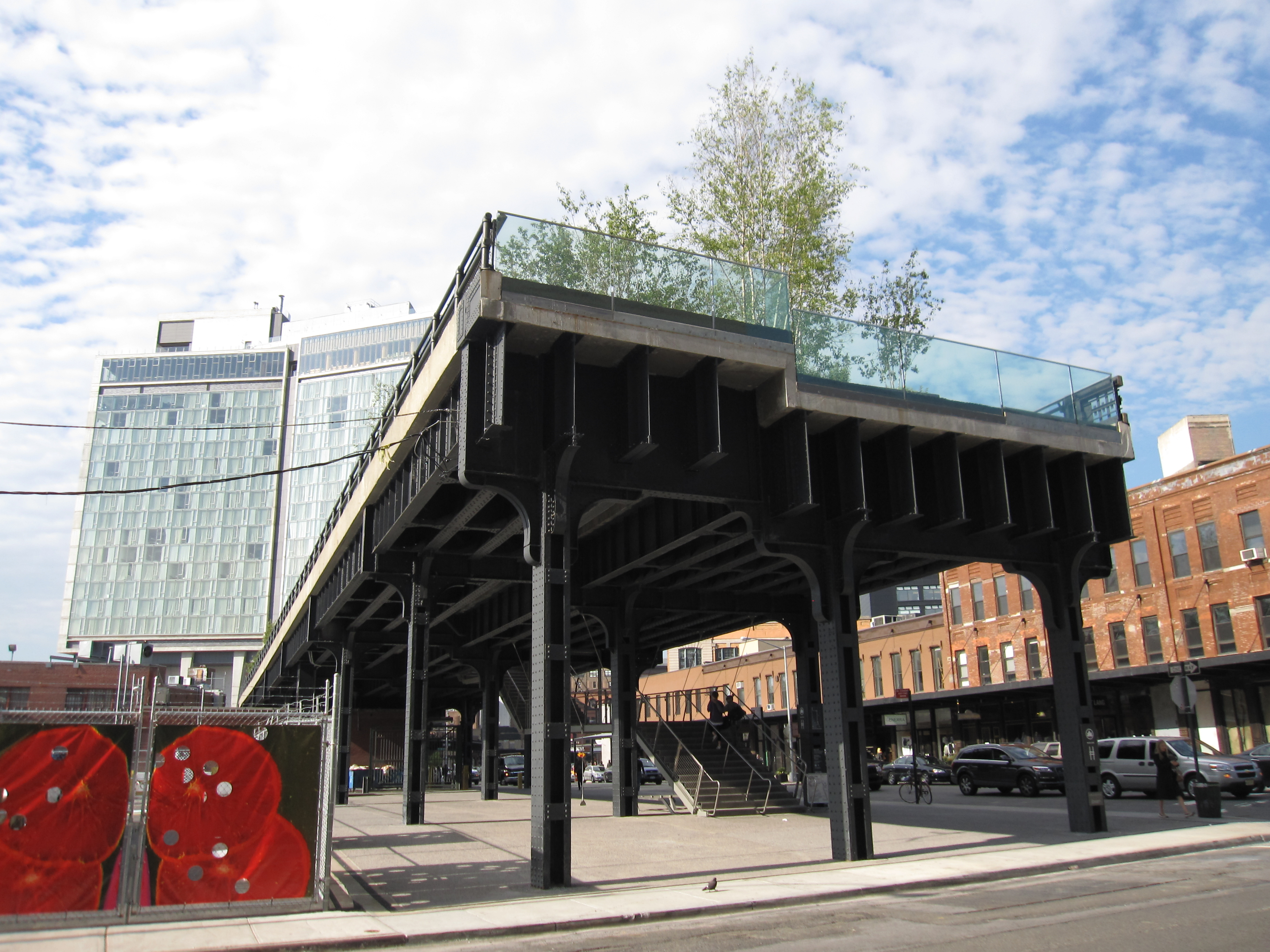
High Line bärs upp av stålpelare.
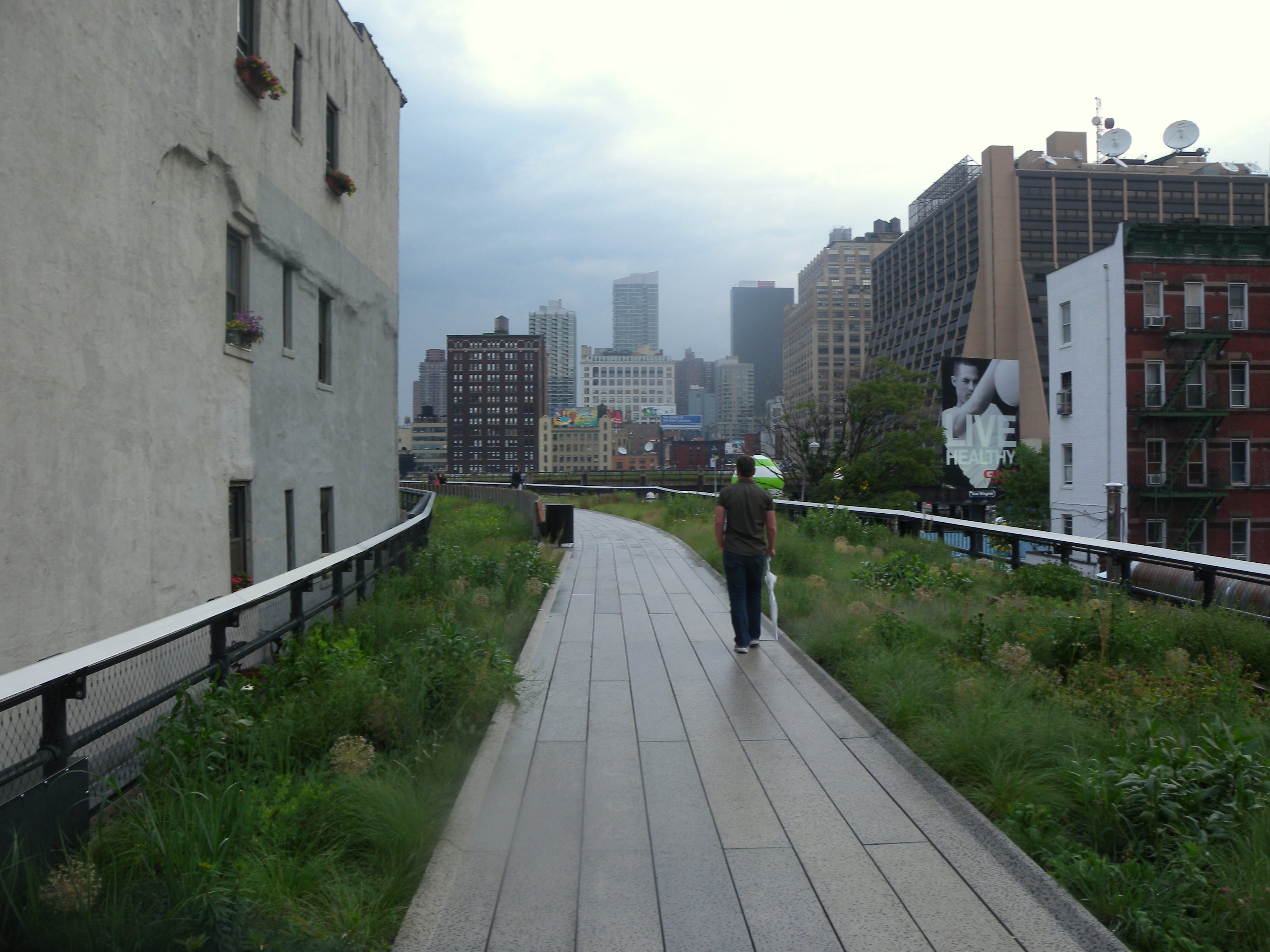
Mittsektionen, en regnig junidag 2011.
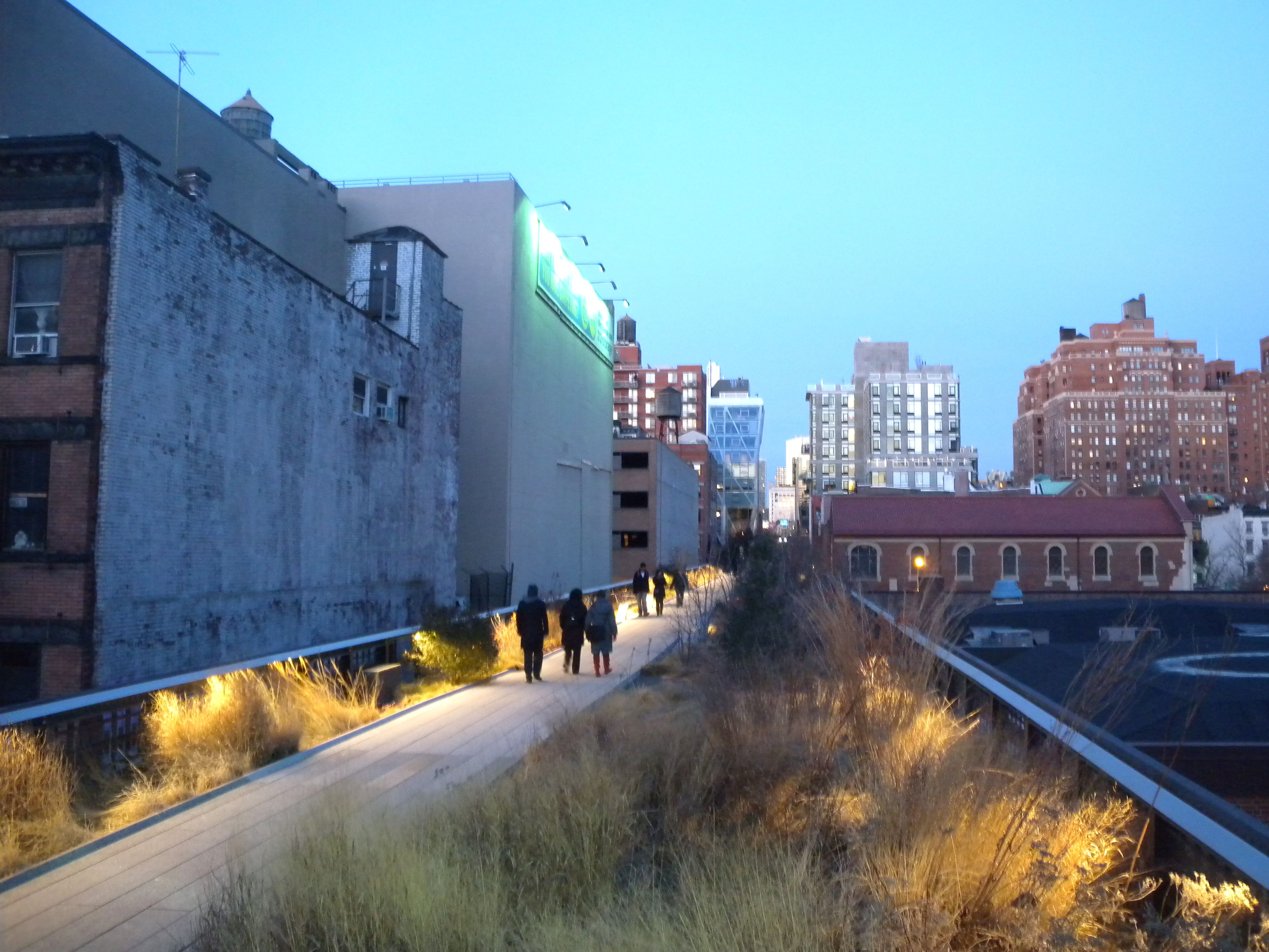
Vy mot norr, från 20:e gatan (vid solnedgången, februari 2012).